# Visual Studio Code
Cet article concerne l'éditeur de code. Pour l'environnement de développement intégré, voir Microsoft Visual Studio.
Visual Studio Code est un éditeur de code extensible développé par Microsoft pour Windows, Linux et macOS.
Les fonctionnalités incluent la prise en charge du débogage, la mise en évidence de la syntaxe, la complétion intelligente du code (IntelliSense.), les snippets, la refactorisation du code et Git intégré. Les utilisateurs peuvent modifier le thème, les raccourcis clavier, les préférences et installer des extensions qui ajoutent des fonctionnalités supplémentaires.
Le code source de Visual Studio Code provient du projet logiciel libre et open source VS Code de Microsoft publié sous la licence MIT permissive, mais les binaires compilés constituent un freeware, c'est-à-dire un logiciel gratuit pour toute utilisation mais propriétaire.
Dans le sondage auprès des développeurs réalisé par Stack Overflow en 2023, Visual Studio Code a été classé comme l'outil d'environnement de développement (IDE) le plus populaire, avec plus de 73 % des 86 544 répondants déclarant l'utiliser.

## Présentation
Visual Studio Code est présenté lors de la conférence des développeurs Build d'avril 2015 comme un éditeur de code multiplateforme, open source et gratuit, supportant une dizaine de langages.
Il est basé sur Electron, une structure utilisée pour déployer des applications Node.js pour le bureau exécuté sur le moteur Blink. Bien qu'il utilise le framework Electron, le logiciel n'utilise pas Atom mais utilise le même composant éditeur (nommé Monaco) utilisé dans Azure DevOps (anciennement appelé Visual Studio Online et Visual Studio Team Services).
Le code source est fourni sous la licence libre MIT sur le site du projet sur Github. En revanche, l'exécutable est proposé sur le site officiel de Microsoft sous une licence propriétaire. Le projet VSCodium propose une compilation du logiciel sans les outils de télémétrie inclus dans les binaires fournis par Microsoft.

## Fonctionnalités

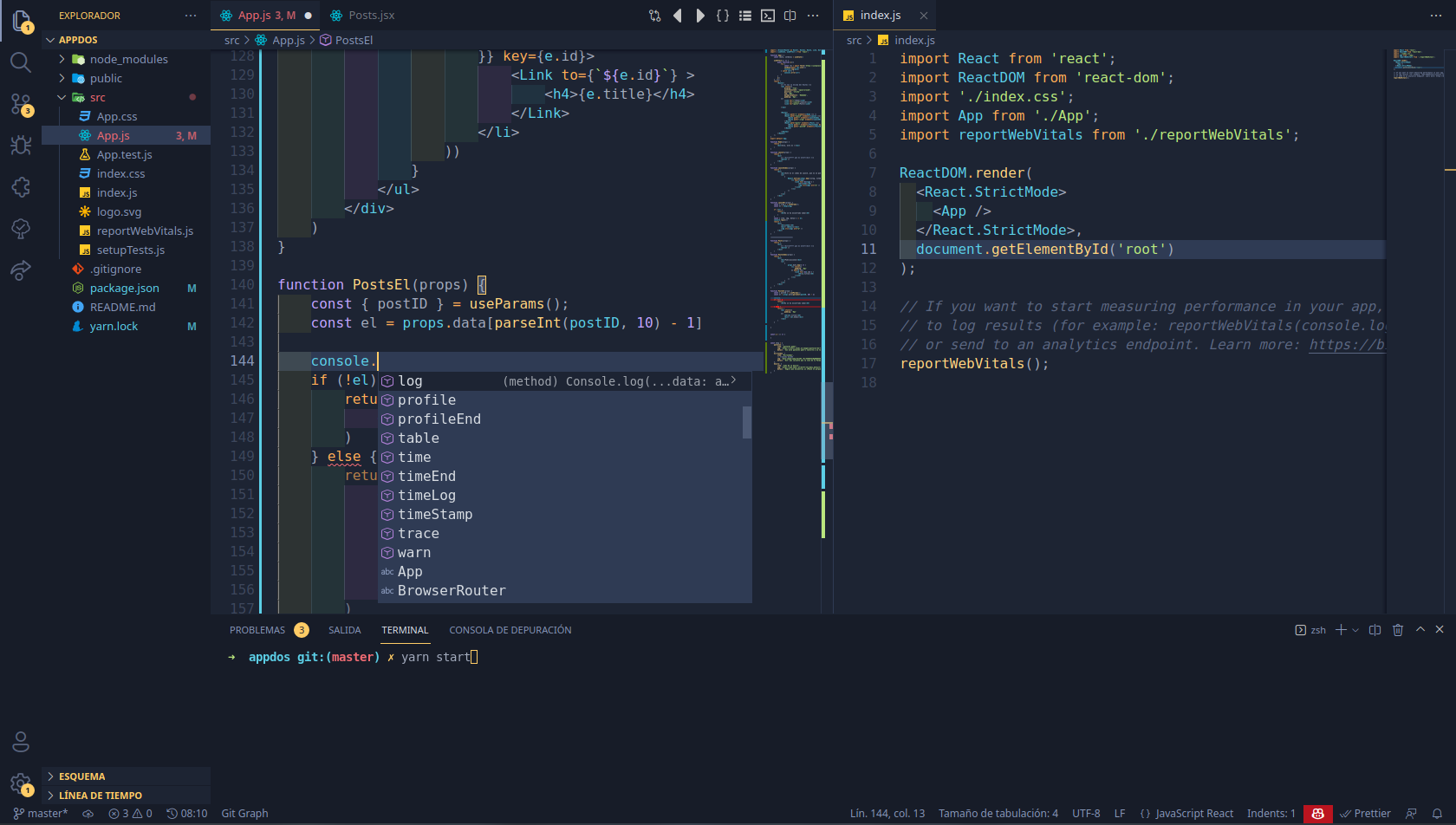
Interface et ligne de code provenant de visual studio code

Visual Studio Code est un éditeur de code source qui peut être utilisé avec une variété de langages de programmation, notamment Java, JavaScript, Go, Node.js et C++. Il est basé sur le cadre Electron, qui est utilisé pour développer des applications Web Node.js qui s'exécutent sur le moteur de présentation Blink. Visual Studio Code utilise le même composant d'éditeur (nom de code Monaco) utilisé dans Azure DevOps (anciennement appelé Visual Studio Online et Visual Studio Team Services). Le logiciel prend en charge le Windows Subsystem for Linux et, permet ainsi par exemple, de programmer facilement en C/C++ depuis un ordinateur Windows 10.

## Historique
Visual Studio Code a été annoncé le 29 avril 2015 par Microsoft lors de la conférence Build 2015. Une version préliminaire a été publiée peu de temps après.
Le 18 novembre 2015, Visual Studio Code a été publié sous la licence MIT et son code source publié sur GitHub. Le support d'extensions a également été annoncé.
Le 14 avril 2016, Visual Studio Code est sorti de phase bêta et a été publié sur le Web.

## Langages reconnus
Visual Studio Code (VS Code) offre un support intégré pour une grande variété de langages de programmation. Les langages les plus courants sont pris en charge par défaut, tels que JavaScript, TypeScript, CSS et HTML. Pour les autres langages, de nombreuses extensions sont disponibles gratuitement sur le Marketplace de VS Code.
| Langage              | Extension | Support Linux | Support Windows | Support Mac | Support Web |
| -------------------- | --------- | ------------- | --------------- | ----------- | ----------- |
| Ada                  | Oui       | Oui           | Oui             | Oui         |             |
| C                    | Oui       | Oui           | Oui             | Oui         |             |
| C#                   | Oui       | Oui           | Oui             | Oui         |             |
| C++                  | Oui       | Oui           | Oui             | Oui         |             |
| COBOL                | Non       | Oui           | Oui             | Non         |             |
| D                    | Oui       | Oui           | Oui             | Oui         |             |
| Delphi/Object Pascal | Non       | Oui           | Oui             | Non         |             |
| Django               | Non       | Oui           | Oui             | Non         |             |
| Go                   | Oui       | Oui           | Oui             | Oui         |             |
| Groovy               | Oui       | Oui           | Oui             | Oui         |             |
| HCL                  | Non       | Oui           | Oui             | Non         |             |
| HTML                 | Oui       | Oui           | Oui             | Oui         |             |
| Java                 | Oui       | Oui           | Oui             | Oui         |             |
| JavaScript           | Oui       | Oui           | Oui             | Oui         |             |
| JSON                 | Non       | Oui           | Oui             | Oui         |             |
| Kotlin               | Oui       | Oui           | Oui             | Oui         |             |
| Lua                  | Oui       | Oui           | Oui             | Oui         |             |
| Markdown             | Oui       | Oui           | Oui             | Oui         |             |
| MATLAB               | Non       | Oui           | Oui             | Non         |             |
| Nim                  | Oui       | Oui           | Oui             | Oui         |             |
| Objective-C          | Non       | Oui           | Oui             | Non         |             |
| Perl                 | Oui       | Oui           | Oui             | Oui         |             |
| PHP                  | Oui       | Oui           | Oui             | Oui         |             |
| Python               | Oui       | Oui           | Oui             | Oui         |             |
| R                    | Non       | Oui           | Oui             | Non         |             |
| Ruby                 | Oui       | Oui           | Oui             | Oui         |             |
| Rust                 | Oui       | Oui           | Oui             | Oui         |             |
| SAS                  | Non       | Oui           | Oui             | Non         |             |
| Scala                | Oui       | Oui           | Oui             | Oui         |             |
| Scheme               | Non       | Oui           | Oui             | Non         |             |
| Shell                | Oui       | Oui           | Oui             | Oui         |             |
| SQL                  | Oui       | Oui           | Oui             | Oui         |             |
| TypeScript           | Oui       | Oui           | Oui             | Oui         |             |
| XAML                 | Non       | Oui           | Oui             | Non         |             |

## Données collectées
La FSF avertit les utilisateurs que, par défaut, le logiciel expédie des données à Microsoft, ce qui peut être désactivé dans Fichier > Préférences > Paramètres en positionnant à "off" la ligne suivante afin d'obtenir :
```
 "telemetry.telemetryLevel": "off"
```